# Saint-Maurice-en-Valgodemard
Saint-Maurice-en-Valgodemard ist eine französische Gemeinde im Département Hautes-Alpes in der Region Provence-Alpes-Côte d’Azur. Sie gehört zum Kanton Saint-Bonnet-en-Champsaur im Arrondissement Gap.

## Geografie
Durch Saint-Maurice-en-Valgodemard fließt die Séveraisse, die dort für die Erzeugung von Elektrizität gebraucht wird. Die angrenzenden Gemeinden sind Valjouffrey im Nordwesten, Villar-Loubière im Nordosten, La Chapelle-en-Valgaudémar im Osten, La Motte-en-Champsaur im Süden, Saint-Jacques-en-Valgodemard im Südwesten sowie Saint-Firmin und Aspres-lès-Corps (Berührungspunkt) im Westen.

## Bevölkerungsentwicklung
| Jahr      | 1962 | 1968 | 1975 | 1982 | 1990 | 1999 | 2008 | 2012 |
| --------- | ---- | ---- | ---- | ---- | ---- | ---- | ---- | ---- |
| Einwohner | 184  | 158  | 141  | 117  | 143  | 150  | 134  | 144  |

## Sehenswürdigkeiten
- Kirche Saint-Maurice, ein Monument historique

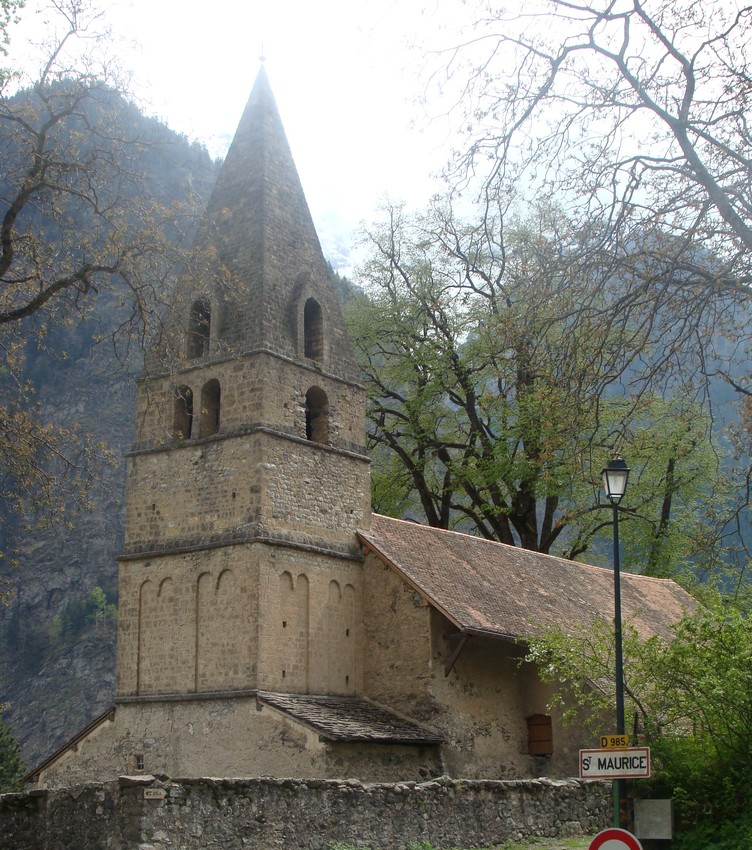
Kirche Saint-Maurice
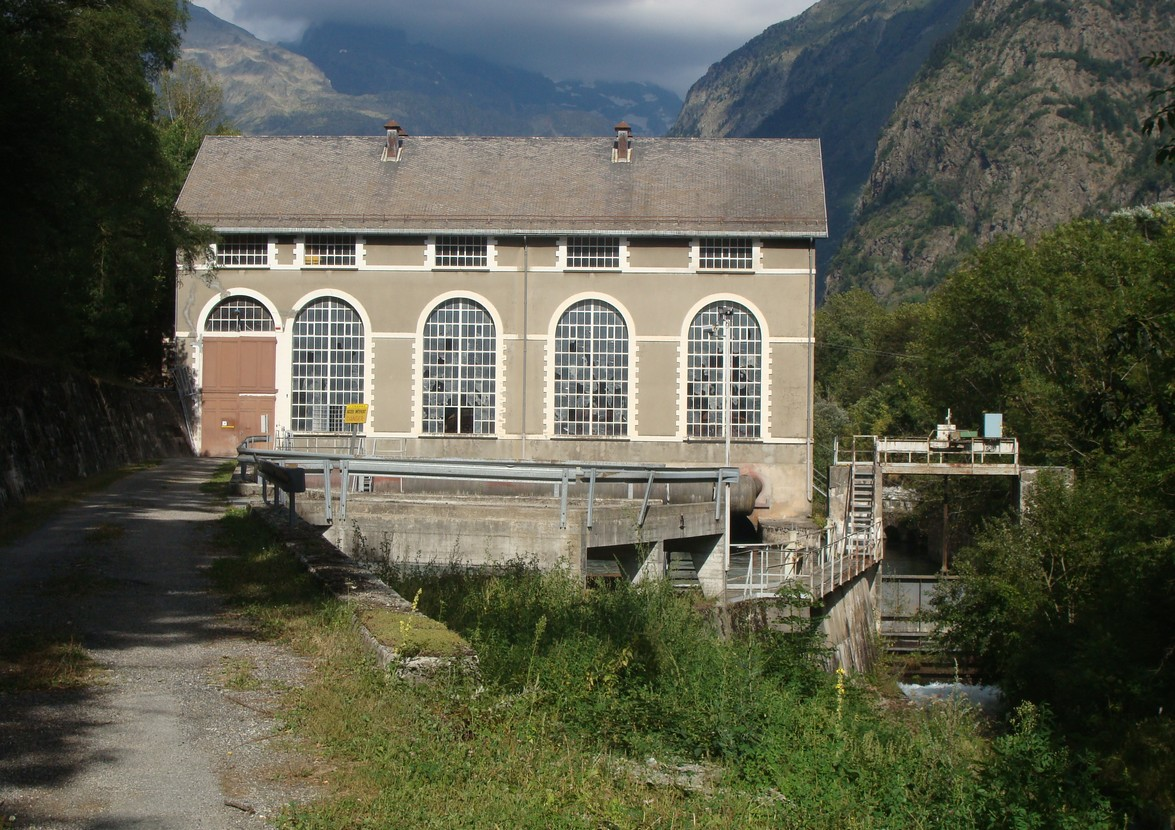
Wasserkraftwerk bei Saint-Maurice-en-Valgodemard
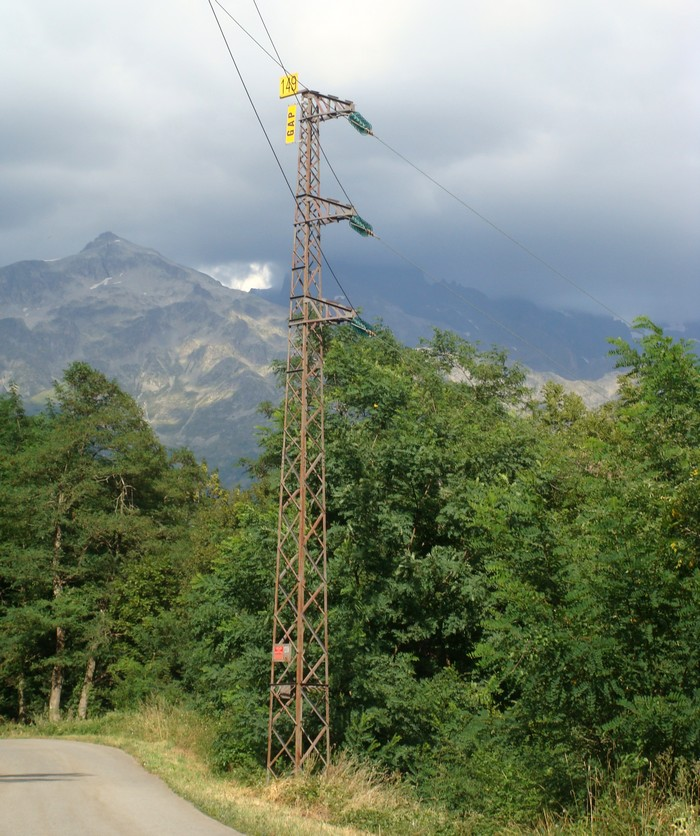
Freileitung bei Saint-Maurice-en-Valgodemard